# Liste der Bischöfe von Tewkesbury
Die Liste der Bischöfe von Tewkesbury stellt die bischöflichen Titelträger der Church of England, der Diözese Gloucester, in der Province of Canterbury dar. Der Titel wurde nach der Stadt Tewkesbury benannt.
| Liste der Bischöfe von Tewkesbury | Liste der Bischöfe von Tewkesbury | Liste der Bischöfe von Tewkesbury | Liste der Bischöfe von Tewkesbury |
| --------------------------------- | --------------------------------- | --------------------------------- | --------------------------------- |
| Von                               | Bis                               | Name                              | Anmerkungen                       |
| 1938                              | 1955                              | Austin Hodson                     |                                   |
| 1955                              | 1960                              | Edward Henderson                  | danach Bischof von Bath und Wells |
| 1960                              | 1973                              | Forbes Horan                      |                                   |
| 1973                              | 1985                              | Robert Deakin                     |                                   |
| 1986                              | 1995                              | Jeremy Walsh                      |                                   |
| 1996                              | 2013                              | John Went                         |                                   |
| 2013                              | 2016                              | Martyn Snow                       |                                   |
| 2016                              | Gegenwart                         | Robert Springett                  |                                   |